# گریازووتس
شهر گریازووتس (به روسی: Грязовец) در کشور روسیه و در اوبلاست ولوگدا واقع شده‌است.